# Liste der Biografien/Krc
Liste der Biografien |
Portal Biografien |
Personensuche
# |
A |
B |
C |
D |
E |
F |
G |
H |
I |
J |
K |
L |
M |
N |
O |
P |
Q |
R |
S |
T |
U |
V |
W |
X |
Y |
Z |
?
 
Ka |
Kb |
Kc |
Kd |
Ke |
Kf |
Kg |
Kh |
Ki |
Kj |
Kl |
Km |
Kn |
Ko |
Kp |
Kr |
Ks |
Kt |
Ku |
Kv |
Kw |
Ky |
Kx |
Kz
 
Kra |
Krb |
Krc |
Kre |
Krg |
Krh |
Kri |
Krj |
Krk |
Krl |
Krm |
Krn |
Kro |
Krp |
Krs |
Krt |
Kru |
Kry |
Krz
Die Liste der Biografien führt alle Personen auf, die in der deutschsprachigen Wikipedia einen Artikel haben. Dieses ist eine Teilliste mit 13 Einträgen von Personen, deren Namen mit den Buchstaben „Krc“ beginnt.

## Krc

### Krca
- Krcal, Fritz (1888–1983), österreichischer Maler

### Krce
- Krček, Jaroslav (* 1939), tschechischer Komponist und Dirigent
- Krčelić, Baltazar Adam (1715–1778), kroatischer Adeliger, Historiker, Theologe und Jurist

### Krch
- Krchovský, J. H. (* 1960), tschechischer Dichter

### Krci
- Krčić, Esad (* 1966), jugoslawischer Kinderschauspieler
- Krčil, František (* 1974), tschechischer Tischtennisspieler
- Krčil, Rudolf (1906–1981), tschechoslowakischer Fußballspieler und -trainer
- Krčín von Jelčany, Jakob (1535–1604), Deichbauer und Wirtschaftsverwalter im Dienst der böhmischen Adelsfamilie von Rosenberg

### Krcm
- Krčmar, Boris (* 1979), kroatischer DartspielerBoris Krčmar (* 1979)

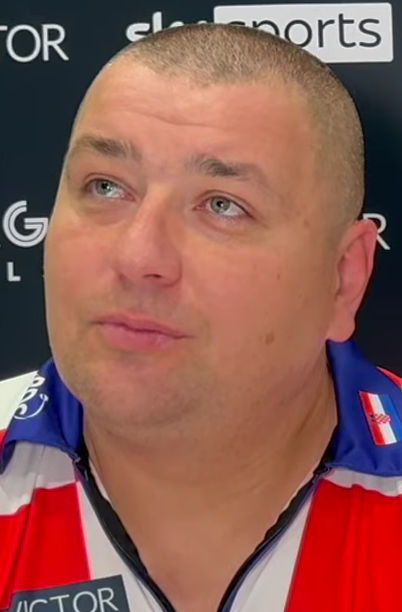
Boris Krčmar (* 1979)

- Krčmář, Daniel (* 1971), slowakischer Biathlet
- Krcmar, Helmut (* 1954), deutscher Wirtschaftsinformatiker
- Krčmář, Michal (* 1991), tschechischer Biathlet

### Krcz
- Krczal, Gottfried (1885–1966), deutscher Politiker (NSDAP), MdR